# Sterculia yuanjiangensis
Sterculia yuanjiangensis là một loài thực vật có hoa trong họ Cẩm quỳ. Loài này được H.H. Hsue & S.J.Xu miêu tả khoa học đầu tiên năm 1987.